# Lou Gramm

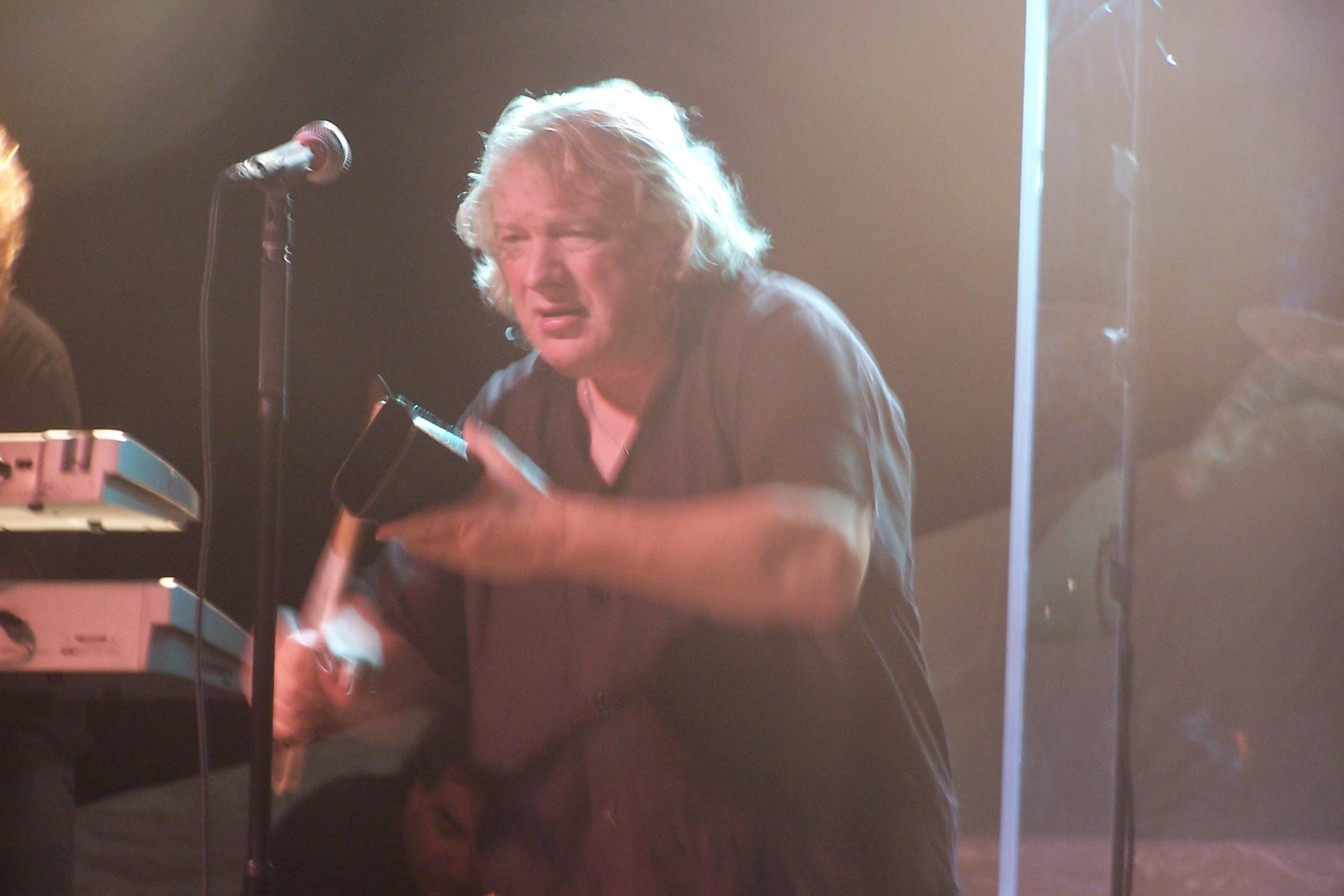
Lou Gramm (2008)

Lou Gramm (geboren als Louis Andrew Grammatico; * 2. Mai 1950 in Rochester, New York, USA) ist ein US-amerikanischer Rock-Sänger. Er war mit Unterbrechungen bis zum Jahr 2003 Leadsänger der Rockband Foreigner. Daneben war er bis 2018 als Solokünstler tätig.

## Musikalischer Werdegang
Lou Gramm, dessen Lieblingsband in seiner Kindheit die Beatles waren, begann in jungen Jahren Schlagzeug zu spielen. Er sagte später, das dadurch gewonnene Rhythmus-Gefühl sei für ihn als Sänger und Komponisten sehr hilfreich und Musiker wie Steve Marriott, Paul Rodgers, Marvin Gaye und Aretha Franklin seien seine großen Idole. Seinen ersten Auftritt hatte der damals fünfzehnjährige Gramm mit seiner Band PHFFT, als sie in einer Stadthalle Beatles-Songs nachspielten. Gramms Eltern hießen den Musik-Enthusiasmus ihres Sohnes nicht gut.
Er fing als Schlagzeuger der Band Black Sheep an, die 1975 ihr Debütalbum Black Sheep veröffentlichte, wirkte auch am zweiten Album Encouraging Word mit und wurde dann vom Gitarristen Mick Jones als Sänger in dessen neu gegründete Band Foreigner geholt. Mit Foreigner arbeitete er von 1976 bis 1994 (mit Unterbrechungen) an sieben Alben. Zu seinen Hits mit der Band gehören Lieder wie Cold as Ice, Hot Blooded, Double Vision, Urgent, Waiting for a Girl Like You, Juke Box Hero, That Was Yesterday sowie I Want to Know What Love Is.
Im Februar 1987 veröffentlichte Gramm sein erstes Soloalbum Ready or Not, aus der die Singles Midnight Blue und Ready or Not stammen. Im gleichen Jahr steuerte er zum Soundtrack des Films The Lost Boys den Song Lost in the Shadows bei.
Im Oktober 1989 erschien sein zweites Soloalbum Long Hard Look, an dem unter anderem solch bekannte Musiker wie Nils Lofgren, Vivian Campbell und der Studiogitarrist Dann Huff mitwirkten. Gramm verließ Foreigner erstmals im Jahr 1990 und gründete gemeinsam mit Vivian Campbell die Band Shadow King, die 1991 ihr erstes und einziges Album Shadow King veröffentlichte. Bei Foreigner wurde Gramm in der Zwischenzeit für das Album Unusual Heat durch Johnny Edwards ersetzt.
Kurz danach nahmen Gramm und Jones drei neue Songs für die im September 1992 veröffentlichte Best-of-Kompilation Foreigner – The Very Best And Beyond auf; damit war der Sänger zurück in der Band. Im November 1994 folgte das Foreigner-Album Mr. Moonlight.
Im Frühjahr 1997 wurde bei Lou Gramm ein Gehirntumor diagnostiziert, der in einer langwierigen Behandlung erfolgreich entfernt werden konnte. Durch entsprechende Chemotherapie und Medikamente nahm Gramm stark an Körpergewicht zu und seine markante Gesangsstimme wurde erheblich beeinträchtigt, sodass es ihm seitdem schwerer fällt, hohe Töne zu singen. 1999 kehrte Gramm zu Foreigner zurück. Nach einer Tournee durch die USA im Jahr 2003 entschied sich Gramm, seine Solokarriere weiterzuverfolgen.
Er gründete die Lou Gramm Band mit seinen Brüdern Richard Grammatico (Bass/Gitarre) und Ben Grammatico (Schlagzeug), Andy Knoll (Keyboards) und Don Mancuso (Gitarre/Bass) und veröffentlichte 2009 das Album The Lou Gramm Band.
2013 wurde Lou Gramm zusammen mit Mick Jones in die Songwriters Hall of Fame aufgenommen.
Am 29. Dezember 2018 gab Lou Gramm bei seinem Konzert in Schenectady bekannt, seine Karriere als Solokünstler beenden und somit das „Mikro an den Nagel hängen“ zu wollen. Diesen Entschluss fasste er zusammen mit Vertrauten aus dem Business und seiner Frau Robyn. Dennoch werde er sich nicht komplett vom Musikgeschäft zurückziehen, seine Solokonzerte aber werden der Vergangenheit angehören.
2019 erschien der Song Sometimes, der von Alan Parsons produziert wurde.
Am 19. Oktober 2024 wurde Lou Gramm zusammen mit Foreigner in die Rock n' Roll Hall of Fame aufgenommen.

## Diskografie

### Studioalben
| Jahr | Titel          | Höchstplatzierung, Gesamtwochen, AuszeichnungChartplatzierungen (Jahr, Titel, Platzierungen, Wochen, Auszeichnungen, Anmerkungen) | Höchstplatzierung, Gesamtwochen, AuszeichnungChartplatzierungen (Jahr, Titel, Platzierungen, Wochen, Auszeichnungen, Anmerkungen) | Höchstplatzierung, Gesamtwochen, AuszeichnungChartplatzierungen (Jahr, Titel, Platzierungen, Wochen, Auszeichnungen, Anmerkungen) | Höchstplatzierung, Gesamtwochen, AuszeichnungChartplatzierungen (Jahr, Titel, Platzierungen, Wochen, Auszeichnungen, Anmerkungen) | Höchstplatzierung, Gesamtwochen, AuszeichnungChartplatzierungen (Jahr, Titel, Platzierungen, Wochen, Auszeichnungen, Anmerkungen) | Anmerkungen                            |
| Jahr | Titel          | DE | AT | CH | UK | US | Anmerkungen                            |
| ---- | -------------- | --- | --- | --- | --- | --- | -------------------------------------- |
| 1987 | Ready or Not   | — | — | CH28 (1 Wo.)CH | — | US27 (26 Wo.)US | Erstveröffentlichung: 13. März 1987    |
| 1989 | Long Hard Look | — | — | — | — | US85 (23 Wo.)US | Erstveröffentlichung: 13. Oktober 1989 |

Weitere Veröffentlichungen
- 2009: Lou Gramm Band

### Singles
| Jahr | Titel Album                            | Höchstplatzierung, Gesamtwochen, AuszeichnungChartplatzierungen (Jahr, Titel, Album, Platzierungen, Wochen, Auszeichnungen, Anmerkungen) | Höchstplatzierung, Gesamtwochen, AuszeichnungChartplatzierungen (Jahr, Titel, Album, Platzierungen, Wochen, Auszeichnungen, Anmerkungen) | Höchstplatzierung, Gesamtwochen, AuszeichnungChartplatzierungen (Jahr, Titel, Album, Platzierungen, Wochen, Auszeichnungen, Anmerkungen) | Höchstplatzierung, Gesamtwochen, AuszeichnungChartplatzierungen (Jahr, Titel, Album, Platzierungen, Wochen, Auszeichnungen, Anmerkungen) | Höchstplatzierung, Gesamtwochen, AuszeichnungChartplatzierungen (Jahr, Titel, Album, Platzierungen, Wochen, Auszeichnungen, Anmerkungen) | Anmerkungen                            |
| Jahr | Titel Album                            | DE | AT | CH | UK | US | Anmerkungen                            |
| ---- | -------------------------------------- | --- | --- | --- | --- | --- | -------------------------------------- |
| 1987 | Midnight Blue Ready or Not             | DE45 (9 Wo.)DE | — | — | UK82 (3 Wo.)UK | US5 (20 Wo.)US | Erstveröffentlichung: 31. Januar 1987  |
| 1987 | Ready or Not                           | — | — | — | — | US54 (12 Wo.)US | Erstveröffentlichung: 9. Mai 1987      |
| 1989 | Just Between You and Me Long Hard Look | — | — | — | — | US6 (21 Wo.)US | Erstveröffentlichung: 28. Oktober 1989 |
| 1989 | True Blue Love Long Hard Look          | — | — | — | — | US40 (11 Wo.)US | Erstveröffentlichung: Dezember 1989    |

### Mit Foreigner
- 1977: Foreigner (Atlantic)
- 1978: Double Vision (Atlantic)
- 1979: Head Games (Atlantic)
- 1981: 4 (Atlantic)
- 1984: Agent Provocateur (Atlantic)
- 1987: Inside Information (Atlantic)
- 1994: Mr. Moonlight (Arista/BMG)

### Mit Black Sheep
- 1974: Black Sheep
- 1975: Encouraging Words

### Mit Poor Heart
- 1988: Foreigner in a Strange Land
- 1993: The Best of the Early Years

### Mit Shadow King
- 1991: Shadow King

### Mit Liberty n’ Justice
- 2004: Welcome to the Revolution